# James Lowder
James Daniel Lowder (nacido el 2 de enero de 1963 en Quincy, Massachusetts) es un autor y editor estadounidense que trabaja en los géneros de fantasía y terror, y en juegos de rol de mesa y obras críticas que exploran la cultura popular.

## Temprana edad y educación
Lowder se graduó de Whitman-Hanson Regional High School en 1981 y fue parte en el salón de la fama de la escuela en 1991. Mientras estuvo estudiando en Whitman-Hanson, escribió y editó para el periódico escolar y el anuario, e hizo lo mismo durante dos veranos en Project Contemporary Competitiveness en Bridgewater State University. En 1985 se graduó de la Universidad de Marquette con una licenciatura con honores en Inglés e Historia. Mientras estuvo en Marquette, escribió para el Marquette Journal, la revista literaria de la escuela. Después de Marquette, tomó clases de Inglés en la Universidad de illinois en Urbana-Champaign, donde enseño a escribir, filmar y sobre la literatura de fantasía. Lowder completo su maestría en literatura en la Universidad de Wisconsin-Milwaukee en 1999.

## Carrera

### Novelas y ficción corta
Sus primeras novelas formaban parte de los libros de Forgotten Realms y Ravenloft, pero a partir de los finales de la década de 1990 centró su atención con más frecuencia en proyectos propiedad de creadores. Sus novelas incluyen Prince of Lies, The Ring of Winter y Spectre of the Black Rose, y su ficción corta ha aparecido en antologías como Shadows Over Baker Street, Truth Until Paradox e Historical. fantasmas. Algunas de sus historias cortas fueron citadas en menciones honorables en la lista anual de la categoría Year's Beast Short Fiction en su novela de 2003, "The Night Chicago Died", una historia que presenta el debut de su misterioso personaje, The Corpse. Sus novelas han sido traducidas a más de una docena de idiomas.

### Edición de prosa
Como editor, Lowder dirigió varias líneas de libros de mayor venta para TSR, Inc. a fines de la década de 1980 y principios de la de 1990, incluyendo obras como Forgotten Realms, Ravenloft y Dark Sun. Lowder sirvió como editor ejecutivo para Green Knight Publishing y también como consultor de CDS books para las novelas de City of Heroes. Lowder ha editado más de una docena de antologías, con temas que van desde el Rey Arturo hasta los superhéroes y los zombis. Ha ganado varios premios Origins y un premio ENnie, y ha sido preseleccionado para un premio International Horror Guild por estos proyectos. Aunque algunas de estas antologías se han publicado en relación con las líneas de productos de juegos de rol, a menudo contienen solo historias con derechos de autor del creador. Esto los hace inusuales, ya que los editores de juegos insisten con frecuencia en contratos de trabajo por contrato para tales proyectos.
Lowder editó un conjunto de antologías de zombis basadas en el juego All Flesh Must Be Eaten, comenzando con The Book of All Flesh (2001); estos fueron los primeros libros de ficción de Eden Studios. Su última colección de cuentos para la serie fue The Book of Final Flesh (2003). Lowder editó una antología de cuentos de 2003 basada en el juego Silver Age Sentinels de Guardians of Order. También trabajo en Astounding Hero tales (2007) para Hero Games y Worlds of their Own (2008) para Paizo Publishing. Lowder hizo Hobby Games: The 100 Best (2007) y Family Games: The 100 Best (2010) para Green Ronin Publishing.
En mayo de 2017, Chaosium nombró a Lowder editor ejecutivo de su línea de ficción. El presidente de Chaosium, Rick Meints, comentó sobre la contratación: “James encarna esa combinación mágica de sabiduría y entusiasmo. Conociendo su ofi por dentro y por fuera, aporta su defensa e integridad a la mesa en todo momento. Hacer que relance nuestra línea de ficción es un momento en el que las estrellas tienen razón”.

### Diseño y edición de juegos.
Lowder ha diseñado, editado o consultado libros para la primera, segunda, tercera y quinta ediciones de Dungeons & Dragons. Se desempeñó como editor de los módulos de la serie B de Carl Sargent King's Festival y Queen's Harvest, editó y desarrolló el módulo Greyhawk Puppets, y editó y escribió contenido para el primer libro de consulta de Forgotten Realms , Hall of Heroes. Sus otras contribuciones al juego de rol Forgotten Realms incluyen el diseño de Curse of the Azure Bonds e Inside Ravens Bluff, The Living City, la coordinación del proyecto en los tres módulos de Avatar Trilogy y el diseño de The Jungles of Chult, que vinculó a su novela de Realms The Ring of Winter.
Las otras contribuciones de Lowder a D&D incluyen artículos en Polyhedron y Dragon, entradas en los primeros dos volúmenes de la segunda edición Monstrous Compendium, así como el Monstrous Compendium Spelljammer Apéndice; trabajo de desarrollo en Spelljammer: AD&D Adventures in Space, y el señor oscuro Stezen D'Polarno para el libro de consulta de Ravenloft Darklords.
También ha diseñado o editado material para Pendragon, Prince Valiant: The Story-Telling Game, Marvel Super Heroes, GURPS, Deadlands, Mage: The Ascension y Feng Shui. Para el juego de rol de terror Call of Cthulhu, Lowder contribuyó con el Vanguard Club al d20 Gamemaster's Pack y realizó el desarrollo inicial y la redacción del galardonado Pulp Cthulhu.
Desde su unión a Chaosium como editor ejecutivo, Lowder ha trabajado mucho en las licencias para todas las líneas de juegos de rol de la empresa, ayudando a supervisar tanto la concesión de licencias de los libros de Chaosium a empresas asociadas como la obtención de licencias de otros títulos de propiedad intelectual para el uso de Chaosium.

### Libros de historietas y otras obras.
Lowder también trabaja en cómics. Ha escrito guiones para varias compañías, incluidas Image, DC, Devil's Due y Desperado. Un cómic de Ravenloft de Lowder estaba en proceso antes de que DC decidiera terminar su relación con TSR. : 21 Su obra corta "Lost Loves", de la antología Moonstone Monsters: Demons, fue finalista del Premio Bram Stoker en 2004 a la Mejor Narrativa Ilustrada. Contribuyó como escritor y editor consultor de la serie de cómics Worlds of Dungeons & Dragons, publicada por Devil's Due.
Los ensayos críticos y las reseñas de películas, libros y cómics de Lowder han aparecido en publicaciones como Amazing Stories y Polyhedron, la última de las cuales presentó su columna de reseñas de videos de larga duración "Into the Dark" de 1991 a 1994. Su ensayo "Scream for Your Life" apareció en la antología de 2005 King Kong is Back!, editado por David Brin, mientras que "Infinite Mutation, Eternal Stasis" apareció en The Unauthorized X-Men, editado por Len Wein, ambos de BenBella Books.

## En los medios
A partir de 2010, Lowder contribuyó a un segmento anual de vacaciones "Games to Gift" para el programa "Lake Effect" en WUWM, Milwaukee Public Radio. Apareció como él mismo en el episodio 302 ("Man Beasts") de la serie de televisión Weird or What?, discutiendo la historia de la tradición de los hombres lobo y la Bestia de Bray Road.

## Obras notables

### Novelas
- Cruzada (TSR, 1991)
- Caballero de la Rosa Negra (TSR, 1991)
- El anillo de invierno (TSR, 1992)
- Príncipe de las mentiras (TSR, 1993)
- Nombra tu pesadilla (Random House Sprinter, 1995); escrito como JD Lowder.
- Espectro de la Rosa Negra (Wizards of the Coast, 1999); con Voronica Whitney-Robinson.

### Ficción corta
- "El negocio familiar" (en Realms of Valor, TSR, 1993)
- "El rigor del juego" (en Tales of Ravenloft, TSR, 1994)
- "La risa en las llamas" (en Realms of Infamy, TSR, 1994)
- "Make 'Em Laugh" (en Truth Until Paradox, White Wolf Publishing, 1995)
- "Persistencia de la visión" (en City of Darkness: Unseen, White Wolf Publishing, 1995)
- "La verdad en la publicidad" (en The Splendor Falls, White Wolf Publishing, 1995)
- "El precio de la libertad" (en Troll Magazine # 1, diciembre de 1997)
- "Las reglas del club" (en Realms of Mystery, TSR, 1998)
- "The Hollow Man" (en Shadis # 52, octubre de 1998)
- "Herejías y supersticiones" (en The Leading Edge # 39, marzo de 2000)
- "Pretender of the Faith" (en Historical Hauntings, DAW, 2001)
- "The Unquiet Dreams of Cingris the Stout" (en Gaming Frontiers #2, marzo de 2002)
- "La noche en que Chicago murió" (en Pulp Zombies, Eden Studios, 2003)
- "Las máscaras que lloran" (en Shadows Over Baker Street, Del Rey, 2003)
- "Ella mora en el frío de la luna" (en El arrepentido, DAW, 2003)
- "Fanboy" (en Path of the Bold, Guardians of Order, 2004)
- "Bandits in the Paths of Fame" (en Dragon # 336, octubre de 2005)
- "Debajo de la piel" (en Heroes in Training, DAW, 2007)
- "The Paper Shield" (en Sojourn: An Anthology of Speculative Fiction, FtB, 2014)
- "King of the Frozen Men" (en Sojourn 2: An Anthology of Speculative Fiction, FtB, 2014)
- "Morning in America" (en Delta Green: Extraordinary Renditions, Arc Dream Publishing, 2015)
- "La sombra y el ojo" (en Ghost in the Cogs, Broken Eye, 2015)
- "Huérfanos del aire" (en Peel Back the Skin, Grey Matter Press, 2016)
- "The Crooked Smile Killers" (en Genius Loci: Tales of the Spirit of Place, Ragnarok, 2016)
- "La traición de los brillantes ayeres" (en Tales of the Lost Citadel, Lost Citadel, 2016)

### Guiones de cómics
- "Duel of Hearts" (en TSR Worlds Annual #1, DC Comics, septiembre de 1990)
- "Art for Art's Sake" (en First Night Program, ciudad de Boston, diciembre de 1996)
- "Traitor's Gate" (en Mythography #2 & #3, Bardic Press, febrero y abril de 1997)
- "Passion Play" (en Vampire: The Masquerade: Blood and Shadows, Moonstone, noviembre de 2003)
- "Lost Loves" (en Moonstone Monsters: Demons, Moonstone, agosto de 2004)
- "El hombre que coleccionaba dioses" (en Negative Burn #16, Desperado, diciembre de 2007)
- "El rigor del juego" (en Worlds of Dungeons & Dragons #3, Devil's Due, julio de 2008)
- "The Corpse: Orphans of the Air" (serie en curso, comienza en Hack/Slash #6, imagen, julio de 2011)
- "Night Funeral in Eminence" (en Hack/Slash, volumen 9: Torture Prone, Image, septiembre de 2011)
- "The Case of the Killer and the Questing King" (en Hack/Slash #18, imagen, octubre de 2012)

### Antologías (como editor)
- Reinos del valor (TSR, 1993)
- Reinos de la infamia (TSR, 1994)
- La perdición de Camelot (Green Knight Publishing, 2000)
- El libro de toda carne (Eden Studios, 2001)
- Leyendas del Pendragon (Green Knight Publishing, 2002)
- El libro de más carne (Eden Studios, 2002)
- El libro de la carne final (Eden Studios, 2003)
- Path of the Just (Guardianes del orden, 2003)
- Path of the Bold (Guardianes del orden, 2004)
- Cuentos de héroes asombrosos (Juegos de héroes, 2007)
- Juegos de pasatiempo: Los 100 mejores (Green Ronin Publishing, 2007)
- Mundos propios (Paizo Publishing, 2008)
- Lo mejor de toda la carne (Elder Signs Press, 2009)
- Juegos familiares: Los 100 mejores (Green Ronin Publishing, 2010)
- La maldición de la luna llena: una antología de hombres lobo (Ulysses Press, 2010)
- El triunfo de The Walking Dead: Zombie Epic de Robert Kirkman en la página y la pantalla (BenBella Books, 2011)
- Más allá del muro: explorando Canción de hielo y fuego de George RR Martin, de Juego de tronos a Danza de dragones (BenBella Books, 2012)
- Locura en el Orient Express (Chaosium, 2014)
- El libro de Munchkin (BenBella Books, 2016)
- Crónicas del Señor de los Demonios (Schwalb Entertainment, 2016), con Robert J. Schwalb
- Cuentos de perros buenos (Onyx Path Publishing, 2019)

## Premios y honores
- 2001 The Doom of Camelot, nominado al Premio Origins, Mejor ficción de formato largo
- 2003 The Book of More Flesh, nominado al premio International Horror Guild Award, Mejor antología;[27] Nominado al Premio Origins, Mejor ficción de formato largo
- 2004 The Book of Final Flesh, ganador del premio Origins, mejor ficción larga[28]
- 2004 "The Night Chicago Died", nominado al Premio Origins, Mejor Cortometraje de Ficción
- 2005 Path of the Bold, ganador del premio Origins, mejor ficción[29]
- 2005 "Lost Loves", nominado al premio Bram Stoker, Narrativa ilustrada[30]
- 2008 Astounding Hero Tales, ganador del Premio Origins, Publicación de ficción del año;[31] Mención de honor del premio ENnie, Mejor Regalia[32]
- 2008 Hobby Games: The 100 Best, ganador del premio Origins, publicación de no ficción del año;[31] Ganador del premio ENnie, plata, Mejor Regalia[33]
- 2009 Mundos de mazmorras y dragones, vol. 2, ganador del Premio Orígenes, Mejor Ficción;[34] Nominado al premio ENnie, Mejor Regalia[35]
- 2010 The Best of All Flesh, nominado al Premio Origins, Mejor Libro;[36] Mención de honor del Premio ENnie, Mejor Regalia[37]
- 2011 Family Games: The 100 Best, nominado al premio Origins, Mejor publicación relacionada con juegos[38]
- 2017 Industry Insider/Presentador destacado, Gen Con 50[39]
- 2017 Pulp Cthulhu, ganador del Premio Gold ENnie, Mejor Suplemento;[40] Nominado al Dragon Award, Mejor Ciencia Ficción o Fantasía en Miniaturas/Cartas Coleccionables/Juego de Rol[41]